# Inkluderande utbildning
Inkluderande utbildning är en pedagogisk inriktning och ett utbildningspolitiskt mål som syftar till att alla elever, oavsett deras förutsättningar, bakgrunder eller behov, ska ha lika rätt till en kvalitativ och tillgänglig utbildning i en gemensam lärandemiljö. Begreppet används för att beskriva en utbildningsmodell där elever med olika förmågor, funktionsnedsättningar eller särskilda behov inkluderas i den ordinarie skolverksamheten, snarare än att separeras till särskilda skolor eller klasser.
Inkluderande utbildning skiljer sig från inkluderande undervisning, som specifikt handlar om de pedagogiska metoder och strategier som används i klassrummet för att möta elevers olika behov. Medan inkluderande undervisning är en del av inkluderande utbildning, fokuserar det senare på hela skolans eller utbildningssystemets ansvar för att skapa förutsättningar för inkludering.

## Definition och principer
Inkluderande utbildning innebär att skolan aktivt arbetar för att anpassa undervisningen och skapa lärmiljöer där alla elever kan delta och utvecklas på lika villkor. Detta bygger på principen om mänskliga rättigheter, där rätten till utbildning för alla individer är central. Viktiga principer för inkluderande utbildning är:
- Likvärdighet: Alla elever ska ges lika möjligheter att lära och utvecklas, oberoende av deras bakgrund eller förutsättningar.
- Delaktighet: Elever med olika behov ska delta i samma sociala och pedagogiska sammanhang som sina kamrater.
- Individanpassning: Undervisningen ska vara flexibel och utformas för att möta de varierande behov som elever har.
- Gemenskap och samhörighet: Skolan ska vara en plats där olikheter värdesätts och där elever utvecklar förståelse och respekt för varandra.

## Bakgrund och utveckling
Idén om inkluderande utbildning växte fram under senare delen av 1900-talet som en del av en bredare rörelse för mänskliga rättigheter och jämlikhet. FN:s Salamancadeklaration från 1994 var ett viktigt steg i att etablera inkluderande utbildning som en global norm. Deklarationen betonade att inkluderande skolor är det mest effektiva sättet att bekämpa diskriminering, främja social integration och förbättra utbildningskvaliteten för alla elever.
I Sverige har inkludering varit en process och del av skolpolitiken sedan införandet av grundskolan på 1960-talet och stärktes ytterligare genom lagstiftning som exempelvis Skollagen (2010:800). Arbetet med inkludering i svenska skolor omfattar både elever med funktionsnedsättningar och andra grupper som riskerar att hamna i utanförskap, såsom nyanlända elever eller elever med socioekonomiska svårigheter.

## Tillämpning i praktiken
Inkluderande utbildning innebär att skolor organiserar sin verksamhet så att elever med olika behov och förutsättningar kan delta i samma lärandemiljö. För att detta ska fungera krävs anpassningar i både undervisningen och den fysiska och sociala miljön. Pedagogiska strategier som kooperativt lärande och differentierad undervisning används för att möta elevernas individuella behov. Bedömningsformer kan också justeras för att utvärdera elevers framsteg utifrån deras specifika förutsättningar och mål.
Gemensamma former för utbildning genomförs också vid skolor såsom samläsning. Samläsning är en metod där elever med olika förmågor och behov deltar i samma undervisningsgrupp, ofta med stöd av specialpedagogiska resurser eller elevassistenter. Genom samläsning ges elever möjlighet att lära av och med varandra, vilket kan bidra till både akademisk och social gemenskap. Metoden används ofta för att integrera elever i behov av särskilt stöd i ordinarie klasser, vanligtvis elever med inlärningssvårigheter eller intellektuell funktionsnedsättning. För att samläsning ska fungera effektivt krävs planering och anpassning av undervisningen för att säkerställa att alla elever får tillgång till den på sina villkor.
I vissa fall testas tvålärarsystem och andra former av samundervisning. Samundervisning innebär att två eller flera lärare, ofta en ämneslärare och en specialpedagog, samarbetar i samma klassrum för att undervisa en elevgrupp med varierande behov. Denna modell används för att kombinera ämneskunskaper med pedagogiska anpassningar som är nödvändiga för att inkludera elever med särskilda behov. Samundervisning kan ta olika former, exempelvis parallell undervisning där klassen delas upp i mindre grupper, eller att en lärare ansvarar för genomgångar medan den andra fokuserar på individuell hjälp. Modellen syftar till att förbättra undervisningens kvalitet och ge elever stöd utan att separera dem från klassgemenskapen.
Anpassningar i den fysiska miljön kan omfatta ramper, hissar och hjälpmedel som text-till-tal-program, AKK/TAKK, vilket gör undervisningen mer tillgänglig för elever med funktionsnedsättningar. Den sociala miljön är också viktig och fokuserar på att skapa en inkluderande atmosfär där elever känner sig accepterade och delaktiga. Samtidigt arbetar lärare, specialpedagoger och elevhälsopersonal tillsammans för att utveckla stödinsatser och strategier som kan anpassas till olika elevers behov.
Arbetet med inkluderande utbildning kan variera beroende på tillgång till resurser och personalens kompetens. Vissa skolor möter utmaningar som bristande resurser och behov av ytterligare kompetensutveckling, medan andra har utvecklat framgångsrika metoder som fungerar utifrån lokala förutsättningar. Elevhälsans arbete är en central del av processen, då det bidrar till att skapa en trygg miljö och identifiera elever som behöver extra stöd för att kunna delta i undervisningen på lika villkor.

## Fördelar och utmaningar
Inkluderande utbildning har visat sig ha flera fördelar, både för elever med särskilda behov och för deras klasskamrater. Det främjar social sammanhållning, minskar stigmatisering och ger alla elever möjlighet att lära sig av varandras erfarenheter. Forskning visar också att inkluderande utbildning kan bidra till att elever i behov av särskilt stöd når bättre akademiska resultat och utvecklar högre självförtroende, liksom elever utan behovsbild utvecklar bättre mentaliseringsförmåga. Samtidigt finns det utmaningar kopplade till inkluderande utbildning. Lärare kan behöva ytterligare kompetensutveckling och resurser för att hantera en mångfald av behov i klassrummet. Det kan också vara svårt att balansera individuella anpassningar med krav på att upprätthålla en gemensam undervisningsstandard.

## Internationella ramar och svensk lagstiftning
Inkluderande utbildning stöds av flera internationella överenskommelser, såsom:
- FN:s konvention om barnets rättigheter (1989)
- Salamancadeklarationen (1994)
- FN:s konvention om rättigheter för personer med funktionsnedsättning (2006)

I Sverige regleras inkluderande utbildning av Skollagen, där det stadgas att utbildningen ska vara likvärdig och anpassad efter varje elevs behov.